# Strefa Zarządzania Uniwersytetu SWPS
Strefa Zarządzania Uniwersytetu SWPS to ogólnopolski projekt popularyzujący wiedzę z zakresu zarządzania. Założeniem projektu jest udostępnienie rzetelnej wiedzy wszystkim zainteresowanym tą tematyką niezależnie od czasu i miejsca, w którym się znajdują.
Na projekt składają się działania online i offline, od spotkań z ekspertami przez merytoryczny blog, grupę dyskusyjną po nagrania wykładów i wywiadów publikowane w sieci w formie wideo oraz audio. W projekcie udział biorą eksperci Uniwersytetu SWPS, menedżerowie średniego i wyższego szczebla, przedsiębiorcy, liderzy zmian społecznych i inni praktycy zarządzania.

## Spotkania z ekspertami
W ramach Strefy Zarządzania Uniwersytetu SWPS organizowane są cyklicznie wykłady i spotkania, podczas których eksperci przybliżają zagadnienia takie jak: zarządzanie i przywództwo w czasach zmian, tworzenie innowacji w biznesie, budowa gospodarki relacyjnej w miejsce transakcyjnej, tworzenie efektywnej komunikacji wewnętrznej etc. Jednocześnie eksperci pokazują, w jaki sposób wiedza z zarządzania może być wykorzystana w praktyce.

## Blog i grupa dyskusyjna
- Blog Strefy Zarządzania Uniwersytetu SWPS to główne miejsce komunikacji projektu, gdzie odbiorcy znajdą najnowsze artykuły pisane przez ekspertów oraz zapowiedzi wydarzeń. Użytkownicy bloga mogą zapisać się na listę odbiorców newslettera i otrzymywać na swoją skrzynkę e-mailową najnowsze artykuły i informacje o zbliżających się wydarzeniach.
- Grupa dyskusyjna Strefy Zarządzania Uniwersytetu SWPS na Facebooku to miejsce stworzone do dyskusji i wymiany wiedzy przez odbiorców projektu. W grupie dyskusyjnej w pierwszej kolejności pojawiają się informacje o najnowszych artykułach publikowanych na blogu projektu oraz o organizowanych w jego ramach wydarzeniach.

## Multimedia
- Na kanale YouTube Strefy Zarządzania Uniwersytetu SWPS regularnie publikowane są wykłady z organizowanych w ramach projektu wydarzeń oraz rozmowy z ekspertami zarządzania oraz praktykami biznesu.

Na kanale tym regularnie odbywają się też webinary – spotkania z ekspertami zarządzania, organizowane online, na żywo, w których udział może wziąć każdy zainteresowany tematyką, niezależnie od miejsca, w którym się znajduje.
Wszystkie materiały multimedialne publikowane są równolegle również w formie podcastów, w najpopularniejszych serwisach streamingowych:
- Spotify,
- iTunes,
- SoundCloud,
- Lecton.